# Vertemate con Minoprio
Vertemate con Minoprio – miejscowość i gmina we Włoszech, w regionie Lombardia, w prowincji Como.
Według danych na rok 2004 gminę zamieszkiwało 3848 osób, 769,6 os./km².